# Meebo
Meebo (deseori stilizat ca meebo) a fost un furnizor de servicii de mesagerie instantanee și rețele sociale. A fost fondată în septembrie 2005 de Sandy Jen, Seth Sternberg și Elaine Wherry și avea sediul în Mountain View, California. Inițial, compania a oferit un serviciu de mesagerie instantanee bazat pe web, extinzându-și oferta în chat online mai general și chiar direcții de rețele sociale. În iunie 2012, Google a achiziționat Meebo pentru a fuziona personalul companiei cu echipa de dezvoltatori Google+.

## Istorie
După perioada inițială în care proiectul a fost finanțat exclusiv de fondatorii săi, Meebo a strâns 100.000 de dolari ca investiții de înger (investitorii au inclus Auren Hoffman și Marc Andreessen), a primit 3,5 milioane de dolari de la Sequoia în 2005 și 9 milioane de dolari de la Draper Fisher Jurvetson în 2006.
Pe 2 august 2006, Meebo a lansat widgetul pentru fereastra de chat „Meebo Me” bazat pe Flash pentru site-urile web personale, care a adăugat automat vizitatori la lista de contacte Meebo Messenger a proprietarului site-ului, oferind posibilitatea de a începe un chat în timp real atât proprietarului site-ului, cât și vizitatorului. În mai 2007, Meebo a lansat camere de chat (Rooms) activate pentru media care pot fi încorporate în orice pagină de site. În acest moment, Meebo încă nu avea un model de venituri.
În aprilie 2008, Meebo a asigurat 25 milioane USD în finanțare cu capital de risc de la Jafco Investment, Time Warner și KTB Investment & Securities. În decembrie 2008, Meebo a început să ofere un widget de integrare „Community IM”, care a fost direcționat către site-uri orientate spre comunitate și a furnizat serviciile Meebo în locații terțe. Un an mai târziu, în decembrie 2009, Community IM a fost înlocuită cu „Meebo Bar”, un gadget care ar putea fi integrat de terți în site-ul lor, oferind funcționalitate avansată de chat utilizatorilor lor.
În timp ce opera inițial pe acces web pe piața de mesagerie instant, Meebo și-a extins ofertele în serviciile de rețele sociale din ce în ce mai populare. În februarie 2009, Meebo a adăugat Facebook Messenger pe lista sa de mesagerie instant acceptate.
În timpul ascensiunii noii generații de sisteme de operare pentru smartphone-uri, Meebo a lansat aplicații mobile pentru toate platformele majore: Android, iOS și BlackBerry. În februarie 2010, după ce a fost printre primii care au lansat o aplicație pentru iPhone, Meebo a lansat o aplicație nativă pentru iPhone cu drepturi depline.
În mai 2010, serviciul inițial Meebo Rooms a fost întrerupt, iar caracteristica a fost în cele din urmă eliminată în octombrie 2011. În februarie 2011, Meebo a achiziționat compania de publicitate Mindset Media pentru a-și îmbunătăți direcționarea reclamelor.
Pe 4 iunie 2012, Meebo a anunțat că au încheiat un acord care urmează să fie achiziționat de Google. O lună mai târziu, pe 11 iulie 2012, toate produsele Meebo au fost întrerupte, cu excepția Meebo Bar, care a rămas operațional până la 6 iunie 2013. Personalul Meebo a fost repartizat cu dezvoltarea Google+.
Meebo a fost, de asemenea, folosit ca un hack pentru ca utilizatorii să se conecteze la conturile lor de mesagerie instantanee în rețelele școlare sau de birou care blocau astfel de aplicații.

## Produse

### Messenger
Meebo Messenger, oferta inițială a Meebo, a fost o aplicație de mesagerie instantanee bazată pe browser, care a acceptat mai multe servicii IM (Yahoo!, MSN, AIM, ICQ, MySpaceIM, Facebook Chat și Google Talk). Caracteristicile Meebo Messenger includ conectarea invizibilă, acces uniform simultan la mai multe servicii IM și înregistrarea conversațiilor. Funcțiile de transfer de fișiere și de videoconferință au fost adăugate ulterior aplicației. Sistemul de notificare a fost disponibil și pentru utilizatorii Windows prin intermediul unui notificator instalabil autonom, care ar putea, de asemenea, să mențină prezența utilizatorului. Utilizatorii Meebo înregistrați și-ar putea salva informațiile de conectare, astfel încât toate conexiunile IM să fie stabilite automat la conectarea la Meebo.
Aplicația a menținut o singură listă de contacte unificată pentru toate conturile utilizatorilor, atribuind contactele protocoalelor de mesagerie instantanee prin plasarea siglelor protocoalelor în fața lor, deși nu arătau avatarele contactului. Aplicația a tratat automat invitațiile și aprobările persoanelor de contact. Caracteristicile sociale ale messengerului au inclus jocuri online, chat cu mai mulți utilizatori (prin Meebo Rooms), partajarea numelui pieselor jucate în prezent și suport pentru protocoalele de mesagerie ale rețelelor sociale. (Deși Meebo Messenger nu a notificat actualizările în rețelele sociale.)

### Rooms
Meebo Rooms a fost un serviciu de chat multi-utilizator susținut de publicitate. Meebo a colaborat cu blip.tv, Capitol Music Group, CNET Networks, NBC Universal și alții pentru a oferi camere ușor disponibile pe site-urile lor web, astfel încât utilizatorii să poată discuta despre conținutul site-urilor în timp ce îl consumă. Meebo Rooms erau disponibile de la Meebo Messenger și prin intermediul site-urilor de rețele sociale terțe, inclusiv Piczo, Revision3, RockYou și Tagged.
Meebo Rooms a acceptat până la 80 de participanți simultan și a acordat un grad de control gazdei, permițând invitarea și interzicerea participanților la chat.